# Juniorvärldsmästerskapet i ishockey 2009
Juniorvärldsmästerskapet i ishockey 2009, arrangerat av IIHF, var en ishockeyturnering för herrlandslag med spelare födda 1989 eller senare. Turneringen spelades mellan 26 december 2008 och 5 januari 2009 och var uppdelad i fyra olika divisioner, där laget som vann toppdivisionen blev juniorvärldsmästare 2009. Med JVM i ishockey avses oftast enbart toppdivisionen. 

## Toppdivisionen
Juniorvärldsmästerskapet i ishockey 2009 avgjordes i Ottawa, Ontario, Kanada. Matcherna spelades i Ottawa Civic Centre och i Scotiabank Place.
Deltagande lag var Kanada, USA, Tjeckien, Tyskland, Kazakstan, Ryssland, Sverige, Finland, Slovakien och Lettland. Lagen delades upp i två grupper, A och B, där lagen spelade en enkelomgång mot de andra lagen i gruppen. Vinnaren av respektive grupp var automatiskt kvalificerad för semifinal. Tvåan och trean från respektive grupp möttes i kvartsfinal, med tvåan från grupp A spelade mot trean från grupp B och vice versa. Därefter följde enkelmatcher i semifinal och final.

### Gruppspel

#### Grupp A
| Lag       | GP | W | OTW | OTL | L | GF | GA | PTS |
| --------- | -- | - | --- | --- | - | -- | -- | --- |
| Kanada    | 4  | 4 | 0   | 0   | 0 | 35 | 6  | 12  |
| USA       | 4  | 3 | 0   | 0   | 1 | 28 | 12 | 9   |
| Tjeckien  | 4  | 2 | 0   | 0   | 2 | 20 | 14 | 6   |
| Tyskland  | 4  | 1 | 0   | 0   | 3 | 12 | 19 | 3   |
| Kazakstan | 4  | 0 | 0   | 0   | 4 | 2  | 46 | 0   |

Alla tider är lokala (GMT-5).
| 26 december 2008 15:30 | Tyskland | 2–8 | USA | Scotiabank Place Åskådare: 18 795 |

|  |                                      |  | |  |  |
|  | Toni Ritter 12:08 Patrick Pohl 53:51 |  | Colin Wilson 08:23 (PP1) Drayson Bowman 17:51 Jordan Schroeder 20:20 James van Riemsdyk (PP1) 32:43 Tyler Johnson 34:27 James van Riemsdyk 40:35 Drayson Bowman 46:26 Matt Rust 59:59 |  |  |

| 26 december 2008 19:30 | Kanada | 8–1 | Tjeckien | Scotiabank Place Åskådare: 19 622 |

|  | |  |                |  |  |
|  | John Tavares 19:56 (PP1), 22:09 (PP1) Angelo Esposito 27:08 Ryan Ellis 28:13 Tyler Ennis 28:13 Christopher DiDomenico 42:08 Zach Boychuk 48:18 Alex Pietrangelo 51:51 |  | Jan Kana 58:00 |  |  |

| 27 december 2008 15:30 | Kazakstan | 0–9 | Tyskland | Scotiabank Place Åskådare: 18 305 |

|  |  |  | |  |  |
|  |  |  | Simon Fischhaber 04:43 Jerome Flaake 08:31 André Huebscher 18:45 Daniel Weiß 21:52 Steven Rupprich 22:06 Gerrit Fauser 23:16 Marco Nowak 27:56 Jerome Flaake 51:21 Conor Morrison 57:15 |  |  |

| 28 december 2008 15:30 | Kazakstan | 0–15 | Kanada | Scotiabank Place Åskådare: 19 176 |

|  |  |  | |  |  |
|  |  |  | Jordan Eberle 01:29 Jamie Benn 08:48 (PP1), 15:53 (PP2) P. K. Subban 17:26 Cody Hodgson 21:36 Christopher DiDomenico 24:11 (PP1) Jamie Benn 24:41 Tyler Ennis 32:32 (PP1) John Tavares 34:52 (PP1) Evander Kane 40:50 John Tavares 51:29 Cody Hodgson 52:15 P. K. Subban 54:17 (PP1) Stefan Della Rovere 56:02 (PP1) Tyler Myers 59:17 (PP2) |  |  |

| 28 december 2008 19:30 | USA | 4–3 | Tjeckien | Scotiabank Place Åskådare: 19 847 |

|  | |  |                                                              |  |  |
|  | Jordan Schroeder 13:00 (PP1) Matt Rust 31:46 James van Riemsdyk 38:34 (PP1) Jordan Schroeder 43:43 |  | Ondrej Roman 25:14 Martin Paryzek 47:02 Jan Kana 56:43 (PP1) |  |  |

| 29 december 2008 19:30 | Tyskland | 1–5 | Kanada | Scotiabank Place Åskådare: 19 326 |

|  |                        |  | |  |  |
|  | David Wolf 28:40 (PP1) |  | Zach Boychuk 7:21 (PP1) Jamie Benn 25:57 (PP1) Evander Kane 41:04 John Tavares 51:25 (PP1) Zach Boychuk 55:57 (PP1) |  |  |

| 30 december 2008 15:30 | Tjeckien | 6–0 | Tyskland | Scotiabank Place Åskådare: 17 976 |

|  | |  |  |  |  |
|  | David Štich (PP1) 13:19 Zdenek Okál (PP1) 15:23 Ondrej Roman 35:58 Tomáš Knotek 44:02 Radko Gudas (PP1) 47:56 Ondrej Roman 49:13 |  |  |  |  |

| 30 december 2008 19:30 | USA | 12–0 | Kazakstan | Scotiabank Place Åskådare: 18 288 |

|  | |  |  |  |  |
|  | Ian Cole (PP1) 16:27 Aaron Plushaj 17:07 Drayson Bowman 18:59 Colin Wilson 20:52 Colin Wilson 21:11 James van Riemsdyk (PP1) 25:34 Danny Kristo 27:12 Aaron Palushaj (PP1) 32:28 Mike Hoeffel (PP2) 50:08 Jimmy Hayes 53:59 Mitch Wahl 55:02 Matt Rust 59:55 |  |  |  |  |

| 31 december 2008 15:30 | Tjeckien | 10–2 | Kazakstan | Scotiabank Place Åskådare: 17 664 |

|  | |  |                                                        |  |  |
|  | Tomáš Knotek 01:49 Roman Szturc 05:48 Jan Kána 08:17 Vladimír Ružicka junior 10:14 Vladimír Ružicka junior 12:51 Tomáš Knotek (PP1) 15:51 Zdenek Okál 25:55 Jan Kána (PP1) 26:31 Jan Kána 32:34 Jan Kána (PP1) 36:00 |  | 07:17 Oleg Onichshenko 51:08 (SH1) Konstantin Savenkov |  |  |

| 31 december 2008 19:30 | Kanada | 7–4 | USA | Scotiabank Place Åskådare: 20 223 |

|  | |  |                                                                                             |  |  |
|  | John Tavares (PP1) 14:55 John Tavares 15:43 Jordan Eberle (PP1) 18:10 Zach Boychuk (PP1) 20:37 Cody Hodgson (PP1) 26:56 John Tavares (ENG) 59:13 Tyler Ennis (ENG) 59:50 |  | 03:49 Kevin Shattenkirk 07:15 (PP2) Jimmy Hayes 12:35 Jim O'Brien 23:40 (PP1) Jonathon Blum |  |  |

#### Grupp B
| Lag       | GP | W | OTW | OTL | L | GF | GA | PTS |
| --------- | -- | - | --- | --- | - | -- | -- | --- |
| Sverige   | 4  | 4 | 0   | 0   | 0 | 21 | 3  | 12  |
| Ryssland  | 4  | 3 | 0   | 0   | 1 | 17 | 9  | 9   |
| Slovakien | 4  | 1 | 1   | 0   | 2 | 12 | 15 | 5   |
| Finland   | 4  | 1 | 0   | 1   | 2 | 10 | 12 | 4   |
| Lettland  | 4  | 0 | 0   | 0   | 4 | 5  | 26 | 0   |

Alla tider är lokala (GMT-5).
| 26 december 2008 14:30 | Lettland | 1–4 | Ryssland | Ottawa Civic Centre Åskådare: 9 441 |

|  |                     |  |                                                                                             |  |  |
|  | Janis Ozolinš 58:03 |  | Vyacheslav Voinov 16:56 (PP1) Pavel Chernov 31:38 Maxim Goncharov 47:01 Dmitri Klopov 59:48 |  |  |

| 26 december 2008 18:30 | Finland | 1–3 | Sverige | Ottawa Civic Centre Åskådare: 9 658 |

|  |                   |  |                                                                        |  |  |
|  | Toni Rajala 21:12 |  | Marcus Johansson 09:15 David Rundblad 12:38 Mikael Backlund 59:20 (EN) |  |  |

| 27 december 2008 18:30 | Slovakien | 7–2 | Lettland | Ottawa Civic Centre Åskådare: 9 370 |

|  | |  |                                               |  |  |
|  | Radoslav Tybor 01:54 (PP1) Ondrej Rusnák 16:26 (PP1) Marek Hrivík 33:20 Ondrej Rusnák 33:58 (PP1) Radoslav Tybor 38:21 Tomáš Tatar 42:12 Adam Bezák 47:34 (SH1) |  | Janis Straupe 07:29 Ronalds Cinks 14:05 (PP1) |  |  |

| 28 december 2008 14:30 | Ryssland | 5–2 | Finland | Ottawa Civic Centre Åskådare: 9 715 |

|  | |  |                                                |  |  |
|  | Nikita Filatov 07:56 Evgeni Dadonov 08:34 Dmitri Klopov 11:29 Nikita Filatov 29:56 Dmitri Klopov 58:14 (PP1) |  | Jani Lajunen 05:10 Joonas Nättinen 23:55 (PP1) |  |  |

| 28 december 2008 18:30 | Sverige | 3–1 | Slovakien | Ottawa Civic Centre Åskådare: 9 726 |

|  |                                                                         |  |                          |  |  |
|  | Simon Hjalmarsson 01:02 Mikael Backlund 14:42 (PP1) Erik Karlsson 33:30 |  | Martin Uhnak 45:33 (PP1) |  |  |

| 29 december 2008 18:30 | Lettland | 1–10 | Sverige | Ottawa Civic Centre Åskådare: 9 622 |

|  |                        |  | |  |  |
|  | Roberts Jekimovs 19:53 |  | Mattias Tedenby 02:13 (PP1) Magnus Svensson Pääjärvi 09:15 André Petersson 13:42 Magnus Svensson Pääjärvi 17:39 Nicklas Lasu 19:10 Simon Hjalmarsson 26:31 Joakim Andersson (ishockeyspelare) 40:33 Erik Karlsson 41:33 (PP1) David Ullström 48:31 (PP1) Nicklas Lasu 49:18 |  |  |

| 30 december 2008 14:30 | Ryssland | 8–1 | Slovakien | Ottawa Civic Centre Åskådare: 9 419 |

|  | |  |                  |  |  |
|  | Nikita Filatov 2:12 Maxim Goncharov (PP1) 18:34 Maxim Goncharov 21:05 Nikita Filatov (PP1) 24:29 Igor Golovkov 28:32 Nikita Filatov (PP1) 29:15 Sergei Andronov 55:37 Sergei Korostin 56:52 |  | 13:12 Adam Bezák |  |  |

| 30 december 2008 18:30 | Finland | 5–1 | Lettland | Ottawa Civic Centre Åskådare: 9 376 |

|  | |  |                              |  |  |
|  | Tomi Sallinen (PP1) 02:03 Nestori Lähde 14:25 Mikael Granlund 23:58 Mikael Granlund (PP2) 27:17 Antti Roppo 30:34 |  | 34:03 (PP2) Roberts Jekimovs |  |  |

| 31 december 2008 14:30 | Sverige | 5–0 | Ryssland | Ottawa Civic Centre Åskådare: 9 675 |

|  | |  |  |  |  |
|  | André Petersson 05:01 Simon Hjalmarsson 10:00 André Petersson (PP1) 16:50 Mikael Backlund (PP1) 17:31 Marcus Johansson 43:55 |  |  |  |  |

| 31 december 2008 18:30 | Slovakien | 3–2 (öt) | Finland | Ottawa Civic Centre Åskådare: 9 312 |

|  |                                                                            |  |                                                 |  |  |
|  | Richard Pánik (PP1) 30:36 Adam Bezák 48:32 Tomáš Tatar (ÖT straffläggning) |  | 24:40 (PP2) Niclas Lucenius 37:37 Nestori Lähde |  |  |

### Nedflyttningsomgång
| Lag            | GP | W | OTW | OTL | L | GF | GA | PTS |
| -------------- | -- | - | --- | --- | - | -- | -- | --- |
| Finland (4B)   | 3  | 3 | 0   | 0   | 0 | 15 | 3  | 9   |
| Lettland (5B)  | 3  | 2 | 0   | 0   | 1 | 15 | 7  | 6   |
| Tyskland (4A)  | 3  | 1 | 0   | 0   | 2 | 11 | 10 | 3   |
| Kazakstan (5A) | 3  | 0 | 0   | 0   | 3 | 2  | 23 | 0   |

| 27 december 2008 19:30 | Kazakstan | 0 – 9 | Tyskland | Scotiabank Place Åskådare: 18 305 |

|  |  |  | |  |  |
|  |  |  | Simon Fischhaber 04:43 Jerome Flaake 08:31 André Huebscher 18:45 Daniel Weiß 21:52 Steven Rupprich 22:06 Gerrit Fauser 23:16 Marco Nowak 27:56 Jerome Flaake 51:21 Conor Morrison 57:15 |  |  |

| 30 december 2009 18:30 | Finland | 5 – 1 | Lettland | Ottawa Civic Centre Åskådare: 9 376 |

|  | |  |                              |  |  |
|  | Tomi Sallinen (PP1) 02:03 Nestori Lähde 14:25 Mikael Granlund 23:58 Mikael Granlund (PP2) 27:17 Antti Roppo 30:34 |  | 34:03 (PP2) Roberts Jekimovs |  |  |

| 2 januari 2009 18:30 | Tyskland | 1 – 7 | Lettland | Ottawa Civic Centre Åskådare: 9 862 |

|  |                   |  | |  |  |
|  | Daniel Weiss 7:06 |  | 7:34 Roberts Bukarts 25:23 Roberts Bukarts 27:55 Janis Straupe 28:57 Roberts Bukarts 29:28 (SH1) Vitalijs Pavlovs 36:01 Aldis Pizans 44:44 Ronalds Cinks |  |  |

| 3 januari 2009 18:30 | Finland | 7 – 1 | Kazakstan | Ottawa Civic Centre Åskådare: 9 180 |

|  | |  |                           |  |  |
|  | Jyri Niemi 00:22 Joonas Rask 06:29 Tomi Sallinen 16:32 Antti Roppo (SH1) 27:26 Teemu Hartikainen (PP1) 39:09 Toni Rajala (PP2) 44:33 Teemu Hartikainen (PP1) 54:13 |  | 21:03 Konstantin Savenkov |  |  |

| 4 januari 2009 14:30 | Tyskland | 1 – 3 | Finland | Ottawa Civic Centre Åskådare: 9 192 |

|  |                     |  |                                                                    |  |  |
|  | 29:39 Jerome Flaake |  | Tommi Kivisto 12:40 Teemu Hartikainen 13:02 Jyri Niemi (PP1) 41:31 |  |  |

| 4 januari 2009 18:30 | Kazakstan | 1 – 7 | Lettland | Ottawa Civic Centre Åskådare: 9 173 |

|  |                           |  | |  |  |
|  | 55:01 Konstantin Savenkov |  | Roberts Jekimovs 12:53 Janis Ozolins 29:10 Roberts Bukarts (SH1) 41:34 Artjoms Ogorodnikovs 48:43 Ralfs Freibergs 55:15 Artjoms Ogorodnikovs (PP1) 57:58 Roberts Jekimovs (PP1) 59:49 |  |  |

 Tyskland och  Kazakstan flyttas ned till Division 1 inför Juniorvärldsmästerskapet i ishockey 2010.

### Finalomgång
|  | Kvartsfinal | Kvartsfinal | Kvartsfinal |  |  | Semifinal | Semifinal | Semifinal |  |  | Final      | Final      | Final      |
|  |             |             |             |  |  |           |           |           |  |  |            |            |            |
|  |             |             |             |  |  | WQF1      | Slovakien | 3         |  |  |            |            |            |
|  | A2          | USA         | 3           |  |  | B1        | Sverige   | 5         |  |  |            |            |            |
|  | B3          | Slovakien   | 5           |  |  |           |           |           |  |  | WSF1       | Sverige    | 1          |
|  |             |             |             |  |  |           |           |           |  |  | WSF2       | Kanada     | 5          |
|  |             |             |             |  |  | WQF2      | Ryssland  | 5         |  |  |            |            |            |
|  | B2          | Ryssland    | 5           |  |  | A1        | Kanada    | 6         |  |  | Bronsmatch | Bronsmatch | Bronsmatch |
|  | A3          | Tjeckien    | 1           |  |  |           |           |           |  |  | LSF1       | Slovakien  | 2          |
|  |             |             |             |  |  |           |           |           |  |  | LSF2       | Ryssland   | 5          |

Kvartsfinal
| 2 januari 2009 15:30 | USA | 3 – 5 | Slovakien | Scotiabank Place Åskådare: 18 042 |

|  |                                                                        |  |                                                                                                   |  |  |
|  | Ian Cole (PP1) 12:01 Jonathon Blum (PP1) 45:31 James vanRiemsdyk 58:42 |  | 11:05 Adam Bezák 13:41 Tomáš Tatar 17:53 Jozef Molnar 51:38 Richard Pánik 57:46 (ENG) Tomáš Tatar |  |  |

| 2 januari 2009 19:30 | Ryssland | 5 – 1 | Tjeckien | Scotiabank Place Åskådare: 18 753 |

|  | |  |                         |  |  |
|  | Sergei Andronov (PP1) 11:53 Nikita Filatov 41:25 Evgeni Grachev (SH2) 47:26 Evgeni Dadonov 54:02 Pavel Chernov (PP1) 59:29 |  | 48:01 (PP2) Radko Gudas |  |  |

Semifinal
| 3 januari 2009 15:30 | Sverige | 5 – 3 | Slovakien | Scotiabank Place Åskådare:18 112 |

|  | |  |                                                              |  |  |
|  | Mikael Backlund 30:19 Mikael Backlund (PP1) 47:04 David Ullström 48:52 Simon Hjalmarsson 51:42 Oscar Möller (ENG) 58:43 |  | 19:56 (PP1) Marek Mertel 35:47 Tomáš Tatar 55:58 Tomáš Tatar |  |  |

| 3 januari 2009 19:30 | Kanada | 6 – 5 (ÖT/Str) | Ryssland | Scotiabank Place Åskådare: 19 327 |

|  | |  | |  |  |
|  | Brett Sonne 02:02 Patrice Cormier 07:04 Jordan Eberle (PP1) 36:40 Angelo Esposito (SH1) 45:44 Jordan Eberle 59:55 Jordan Eberle (GWG) 70:00 |  | 05:18 Maxim Goncharov 07:20 Dmitri Klopov 40:51 Evgeni Grachev 46:22 (PP2) Sergei Andronov 57:40 Dmitri Klopov |  |  |

Match om 5-6 plats
| 4 januari 2009 19:30 | USA | 3 – 2 (ÖT) | Tjeckien | Scotiabank Place Åskådare: 17 936 |

|  |                                                                  |  |                                         |  |  |
|  | Eric Tangradi 08:36 Cade Fairchild 53:02 James vanRiemsdyk 62:49 |  | 42:23 Stepan Novotny 50:59 Ondrej Roman |  |  |

Bronsmatch
| 5 januari 2009 15:30 | Slovakien | 2 – 5 | Ryssland | Scotiabank Place Åskådare: 18 763 |

|  |                                               |  |                                                                                                 |  |  |
|  | Martin Stajnoch 30:14 Tomáš Tatar (PP1) 57:01 |  | 04:30 Pavel Chernov 25:56 Maxim Goncharov 39:28 Nikita Filatov 51:11 Nikita Filatov 58:07 (ENG) |  |  |

Finalmatch
| 5 januari 2009 19:30 | Sverige | 1 – 5 | Kanada | Scotiabank Place Åskådare: 20 380 |

|  |                                          |  | |  |  |
|  | Joakim Andersson (ishockeyspelare) 48:30 |  | 00:38 P. K. Subban 24:06 Angelo Esposito 40:33 Cody Hodgson 58:07 (ENG) Jordan Eberle 59:28 (ENG) Cody Hodgson |  |  |

### Poängliga
| Spelare            | Land      | GP | G | A  | Pts | +/- | PIM |
| ------------------ | --------- | -- | - | -- | --- | --- | --- |
| Cody Hodgson       | Kanada    | 6  | 5 | 11 | 16  | +8  | 2   |
| John Tavares       | Kanada    | 6  | 8 | 7  | 15  | +7  | 0   |
| Jordan Eberle      | Kanada    | 6  | 6 | 7  | 13  | +9  | 2   |
| Nikita Filatov     | Ryssland  | 7  | 8 | 3  | 11  | +3  | 6   |
| Tomáš Tatar        | Slovakien | 7  | 7 | 4  | 11  | -2  | 4   |
| Jordan Schroeder   | USA       | 6  | 3 | 8  | 11  | +1  | 2   |
| James van Riemsdyk | USA       | 6  | 6 | 4  | 10  | +1  | 4   |
| Jan Kána           | Tjeckien  | 6  | 6 | 3  | 9   | +2  | 0   |
| Teemu Hartikainen  | Finland   | 6  | 3 | 6  | 9   | +4  | 4   |
| P. K. Subban       | Kanada    | 6  | 3 | 6  | 9   | +12 | 6   |
| Colin Wilson       | USA       | 6  | 3 | 6  | 9   | +1  | 4   |
| Erik Karlsson      | Sverige   | 6  | 2 | 7  | 9   | +6  | 0   |
| Kevin Shattenkirk  | USA       | 6  | 1 | 8  | 9   | +5  | 4   |

Förklaringar: GP: Spelade matcher, G: Antal gjorda mål, A: Antal assist, Pts: Antal gjorda poäng

### Målvaktsliga
Målvakten måste spela minimum 40% av lagets totala speltid för att komma med i målvaktsligan.
| Spelare          | Land     | MINS | GA | Sv%  | GAA  | SO |
| ---------------- | -------- | ---- | -- | ---- | ---- | -- |
| Jacob Markström  | Sverige  | 298  | 8  | .943 | 1.61 | 1  |
| Juha Metsola     | Finland  | 245  | 6  | .939 | 1.47 | 0  |
| Vadim Zhelobnyuk | Ryssland | 292  | 11 | .925 | 2.26 | 0  |
| Dustin Tokarski  | Kanada   | 248  | 11 | .906 | 2.65 | 0  |
| Nauris Enkuzens  | Lettland | 346  | 25 | .903 | 4.33 | 0  |

### Utnämningar
MVP - Mest värdefulle spelare
- John Tavares

All-star lag
- Målvakt: Jaroslav Janus
- Backar: P. K. Subban,  Erik Karlsson
- Forwards: John Tavares,  Cody Hodgson,  Nikita Filatov

IIHF val av bäste spelare
- Målvakt: Jacob Markström
- Back: Erik Karlsson
- Forward: John Tavares

### Slutresultat
|        | Lag       |
| ------ | --------- |
| Guld   | Kanada    |
| Silver | Sverige   |
| Brons  | Ryssland  |
| 4.     | Slovakien |
| 5.     | USA       |
| 6.     | Tjeckien  |
| 7.     | Finland   |
| 8.     | Lettland  |
| 9.     | Tyskland  |
| 10.    | Kazakstan |

 Tyskland och  Kazakstan flyttas ned till Division I inför Juniorvärldsmästerskapet i ishockey 2010. De ersätts i toppdivisionen av  Schweiz och  Österrike som vann respektive grupp i Division 1 2009.

## Division I
Följande lag deltog i division I i JVM 2009. Grupp A avgjordes i Herisau i Appenzell Ausserrhoden Schweiz mellan 14 och 20 december 2008. Grupp B spelades i Ålborg, Danmark mellan 15 och 21 december 2008.

### Grupp A
| Lag         | GP | W | OTW | OTL | L | GF | GA | DIF | PTS |
| ----------- | -- | - | --- | --- | - | -- | -- | --- | --- |
| Schweiz     | 5  | 5 | 0   | 0   | 0 | 31 | 7  | 24  | 15  |
| Vitryssland | 5  | 4 | 0   | 0   | 1 | 39 | 7  | 32  | 12  |
| Frankrike   | 5  | 3 | 0   | 0   | 2 | 33 | 17 | 16  | 9   |
| Slovenien   | 5  | 2 | 0   | 0   | 3 | 31 | 17 | 14  | 6   |
| Polen       | 5  | 1 | 0   | 0   | 4 | 7  | 23 | -16 | 3   |
| Estland     | 5  | 0 | 0   | 0   | 5 | 6  | 76 | -70 | 0   |

### Grupp B
| Lag       | GP | W | OTW | OTL | L | GF | GA | DIF | PTS |
| --------- | -- | - | --- | --- | - | -- | -- | --- | --- |
| Österrike | 5  | 4 | 0   | 1   | 0 | 28 | 9  | 19  | 13  |
| Danmark   | 5  | 4 | 0   | 0   | 1 | 16 | 13 | 3   | 12  |
| Norge     | 5  | 2 | 1   | 0   | 2 | 14 | 17 | -3  | 8   |
| Italien   | 5  | 2 | 1   | 0   | 2 | 14 | 10 | 4   | 8   |
| Ukraina   | 5  | 1 | 0   | 0   | 4 | 10 | 16 | -6  | 3   |
| Ungern    | 5  | 0 | 0   | 1   | 4 | 11 | 28 | -17 | 1   |

Slutresultatet innebär att Schweiz och Österrike flyttas upp till JVM 2010. Estland och Ungern flyttas ned till division II inför nästa års J20 VM.

Norge placeras före Italien i tabellen på grund av inbördes möte, då Norge vann med 4-1 den 16 december 2008.

## Division II
Följande lag deltog i Division II i JVM 2009. Grupp A avgjordes i Miercurea-Ciuc, Rumänien mellan 15 och 21 december 2008. Grupp B spelades i Logroño, Spanien, mellan 10 och 15 januari 2009.

### Grupp A
| Lag      | GP | W | OTW | OTL | L | GF | GA | DIF | PTS |
| -------- | -- | - | --- | --- | - | -- | -- | --- | --- |
| Japan    | 5  | 4 | 0   | 0   | 1 | 45 | 11 | 34  | 12  |
| Litauen  | 5  | 4 | 0   | 0   | 1 | 35 | 9  | 26  | 12  |
| Sydkorea | 5  | 2 | 2   | 0   | 1 | 19 | 18 | 1   | 10  |
| Belgien  | 5  | 2 | 0   | 0   | 3 | 17 | 32 | -15 | 6   |
| Serbien  | 5  | 0 | 1   | 1   | 3 | 10 | 33 | -23 | 3   |
| Rumänien | 5  | 0 | 0   | 2   | 3 | 9  | 32 | -23 | 2   |

### Grupp B
| Lag            | GP | W | OTW | OTL | L | GF | GA | DIF | PTS |
| -------------- | -- | - | --- | --- | - | -- | -- | --- | --- |
| Kroatien       | 5  | 5 | 0   | 0   | 0 | 34 | 15 | 19  | 15  |
| Storbritannien | 5  | 4 | 0   | 0   | 1 | 29 | 10 | 19  | 12  |
| Nederländerna  | 5  | 3 | 0   | 0   | 2 | 28 | 12 | 16  | 9   |
| Mexiko         | 5  | 2 | 0   | 0   | 3 | 11 | 27 | -16 | 6   |
| Spanien        | 5  | 1 | 0   | 0   | 4 | 12 | 19 | -7  | 3   |
| Kina           | 5  | 0 | 0   | 0   | 5 | 9  | 40 | -31 | 0   |

Japan och Kroatien flyttas upp till division II inför 2010 års IHHF:s JVM. Rumänien och Kina flyttas ned till division III.